# L'ospite (film, 1971)
Pour les articles homonymes, voir L'ospite.
Pour plus de détails, voir Fiche technique et Distribution.
L'ospite est un film italien réalisé par Liliana Cavani, sorti en 1971.

## Fiche technique
- Titre français : L'ospite
- Réalisation : Liliana Cavani
- Scénario : Liliana Cavani
- Photographie : Giulio Albonico
- Pays d'origine : Italie
- Format : Couleurs - Mono
- Genre : Film dramatique
- Durée : 101 minutes
- Dates de sortie : 
  - Italie : septembre 1971 (Mostra de Venise) ; 26 février 1972 (sortie nationale)

## Distribution
- Lucia Bosè : Anna
- Glauco Mauri : Piero
- Peter Gonzales Falcon : Luciano

## Distinctions
- Mostra de Venise 1971 : Prix du Centre italien des relations humaines[1]